# Territoriale indeling van Acre

Acre

De Braziliaanse deelstaat Acre is ingedeeld in 2 mesoregio's, 5 microregio's en 22 gemeenten.

## Mesoregio Vale do Acre
3 microregio's, 14 gemeenten

### Microregio Brasiléia
4 gemeenten:
Assis Brasil -
Brasiléia -
Epitaciolândia -
Xapuri

### Microregio Rio Branco
7 gemeenten:
Acrelândia -
Bujari -
Capixaba -
Plácido de Castro -
Porto Acre -
Rio Branco -
Senador Guiomard

### Microregio Sena Madureira
3 gemeenten:
Manoel Urbano -
Santa Rosa do Purus -
Sena Madureira

## Mesoregio Vale do Juruá
2 microregio's, 8 gemeenten

### Microregio Cruzeiro do Sul
5 gemeenten:
Cruzeiro do Sul -
Mâncio Lima -
Marechal Thaumaturgo -
Porto Walter -
Rodrigues Alves

### Microregio Tarauacá
3 gemeenten:
Feijó -
Jordão -
Tarauacá
Acre · Alagoas · Amapá · Amazonas · Bahia · Ceará · Espírito Santo · Federaal District · Goiás · Maranhão · Mato Grosso · Mato Grosso do Sul · Minas Gerais · Pará · Paraíba · Paraná · Pernambuco · Piauí · Rio de Janeiro · Rio Grande do Norte · Rio Grande do Sul · Rondônia · Roraima · Santa Catarina · São Paulo · Sergipe · Tocantins